# Chiesa di San Giacomo (Trani)
La chiesa di San Giacomo è una chiesa di Trani del XII secolo situata in via Romito nel centro storico della città.

## Descrizione
Prima Cattedrale della Arcidiocesi di Trani-Barletta-Bisceglie, anticamente era chiamata Basilica di Santa Maria de Russis. Fu costruita in stile romanico intorno all'anno 1143. La facciata fu trasformata nel 1647, come testimonia una lapide posta sul portale maggiore.
La facciata ha un portale con archivolto a fogliami e grani di rosario, fiancheggiato da due colonne su 
elefanti che reggono un grifone e l'altra un leone. In alto presenta tre ordini di mensole a figure umane e animali. All'interno presenta un'unica abside.
Nella cripta si trovava la tomba di san Nicola Pellegrino patrono della città e, fino al 2016,  vi erano conservate alcune statue della Processione dei Misteri del Venerdì Santo, di proprietà della Arciconfraternita del SS. Sacramento.

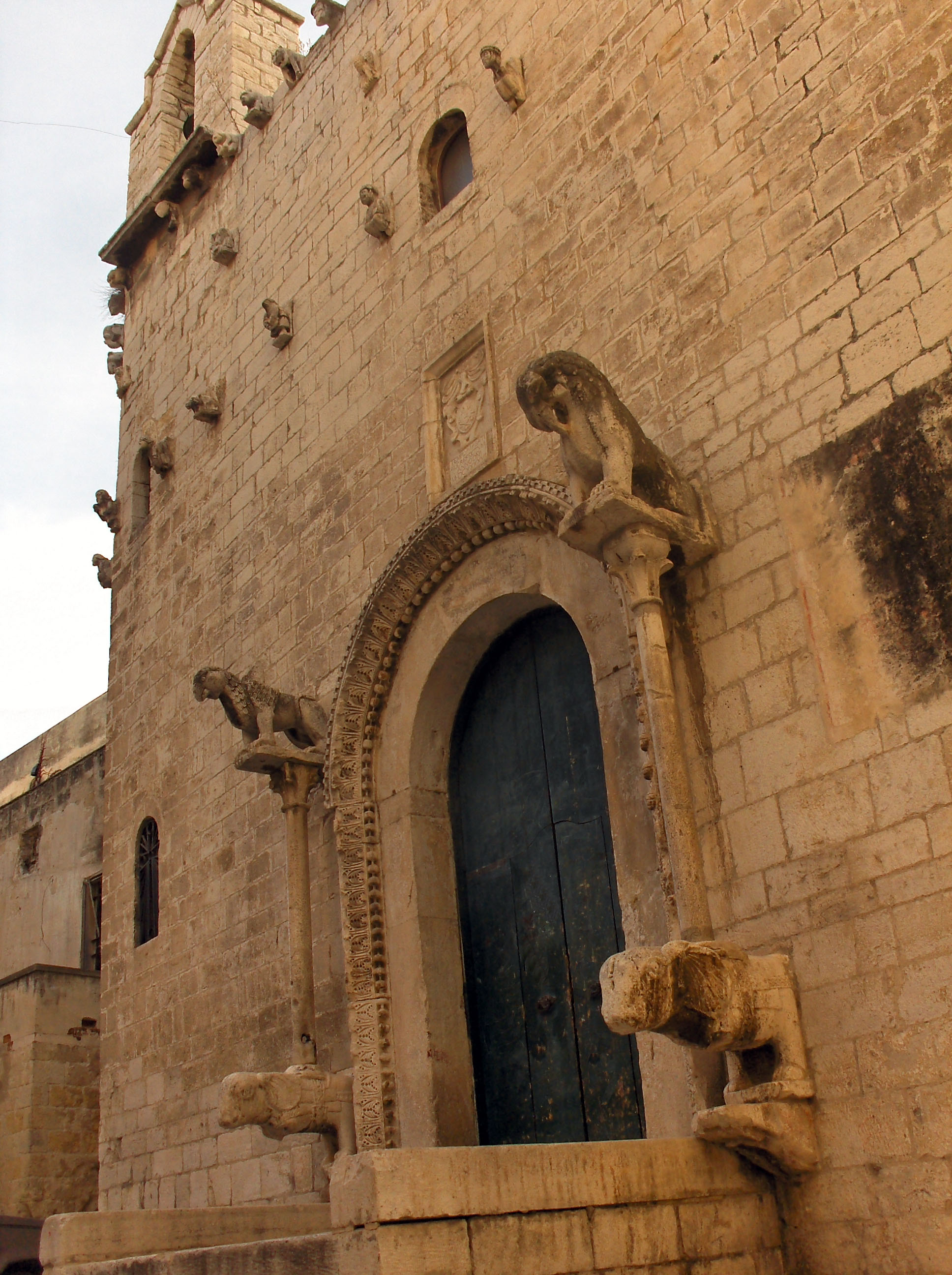
Portale della chiesa